# Handelsblatt
L'Handelsblatt (in lingua italiana, giornale commerciale) è un quotidiano tedesco di economia e finanza pubblicato da Verlagsgruppe Handelsblatt a Düsseldorf, una sussidiaria del  Georg von Holtzbrinck Publishing Group. Ha una tiratura media di 148 319 copie giornaliere ed è diretto da Bernd Ziesemer.
Dal mese di settembre 2005 il giornale ha messo online sul sito internet, un dizionario dei termini economici chiamato WirtschaftsWiki nel quale si danno le definizioni del significato dei termini tecnici usati nel linguaggio dell'economia e della politica. L'elenco può essere modificato da ogni utente registrato.
Dal settembre 2006 viene tenuto anche l'elenco di tutti gli economisti operanti in Germania, Austria e nella Svizzera di lingua tedesca.